# 備前市
備前市（日语：／ Bizen shi */?）是位於岡山縣東南部瀨戶內海沿岸的城市，東部與兵庫縣相鄰。以備前燒聞名。

## 日本
| 備前市人口分布圖 |                                               |  |
| 備前市與日本全國年齡別人口分布比較圖 （2005年資料） | 備前市的年齡、男女別人口分布圖 （2005年資料） |  |
| ■紫色是備前市 ■綠色是全国 | ■藍色是男性 ■紅色是女性                       |  |
| 備前市人口變化 \| 1970年 \| 50,433人 \| \| \| 1975年 \| 50,745人 \| \| \| 1980年 \| 49,306人 \| \| \| 1985年 \| 48,112人 \| \| \| 1990年 \| 46,319人 \| \| \| 1995年 \| 44,855人 \| \| \| 2000年 \| 42,534人 \| \| \| 2005年 \| 40,241人 \| \| \| 2010年 \| 37,839人 \| \| \| 2015年 \| 35,179人 \| \| \| 2020年 \| 32,320人 \| \| |                                               |  |
| 資料來源：日本總務省統計中心提供之人口普查數據 |                                               |  |
| 1970年 | 50,433人                                      |  |
| 1975年 | 50,745人                                      |  |
| 1980年 | 49,306人                                      |  |
| 1985年 | 48,112人                                      |  |
| 1990年 | 46,319人                                      |  |
| 1995年 | 44,855人                                      |  |
| 2000年 | 42,534人                                      |  |
| 2005年 | 40,241人                                      |  |
| 2010年 | 37,839人                                      |  |
| 2015年 | 35,179人                                      |  |
| 2020年 | 32,320人                                      |  |

## 歷史

### 年表
- 1889年6月1日：實施町村制，設置和氣郡伊部村、片上村、香登村、伊里村、鶴山村（日语：鶴山村 (岡山県和気郡)）、三石村、邑久郡鶴山村（日语：鶴山村 (岡山県邑久郡)）。
- 1901年2月6日：片上村改制為片上町（日语：片上町）。
- 1906年3月28日：三石村改制為三石町（日语：三石町 (岡山県)）。
- 1912年4月1日：伊部村改制為伊部町（日语：伊部町）。
- 1927年10月1日：香登村改制為香登町（日语：香登町）。
- 1951年4月1日：片上町、伊部町合併為備前町。
- 1951年11月3日：伊里村改制為伊里町（日语：伊里町）。
- 1955年3月31日：備前町、伊里町、香登町、和氣郡鶴山村、邑久郡鶴山村合併為新設置的備前町。
- 1971年4月1日：備前町和三石町合併為備前市。
- 2005年3月22日：備前市與日生町（日语：日生町）、吉永町（日语：吉永町）合併為新設置的備前市。[2]

### 變遷表
| 1889年6月1日 | 1889年 - 1926年       | 1926年 - 1954年            | 1926年 - 1954年      | 1955年 - 1989年      | 1955年 - 1989年               | 1989年 - 現在                 | 現在                          |
| ------------ | --------------------- | -------------------------- | -------------------- | -------------------- | ----------------------------- | ----------------------------- | ----------------------------- |
| 片上村       | 1901年2月6日 片上町   | 1901年2月6日 片上町        | 1951年4月1日 備前町  | 1955年3月31日 備前町 | 1971年4月1日 備前市           | 2005年3月22日 備前市          | 2005年3月22日 備前市          |
| 伊部村       | 1912年4月1日 伊部町   | 1912年4月1日 伊部町        | 1951年4月1日 備前町  | 1955年3月31日 備前町 | 1971年4月1日 備前市           | 2005年3月22日 備前市          | 2005年3月22日 備前市          |
| 香登村       | 1927年10月1日 香登町  | 1927年10月1日 香登町       | 1927年10月1日 香登町 | 1955年3月31日 備前町 | 1971年4月1日 備前市           | 2005年3月22日 備前市          | 2005年3月22日 備前市          |
| 伊里村       | 伊里村                | 伊里村                     | 1951年11月3日 伊里町 | 1955年3月31日 備前町 | 1971年4月1日 備前市           | 2005年3月22日 備前市          | 2005年3月22日 備前市          |
| 鶴山村       |                       |                            |                      | 1955年3月31日 備前町 | 1971年4月1日 備前市           | 2005年3月22日 備前市          | 2005年3月22日 備前市          |
| 鶴山村       |                       |                            |                      | 1955年3月31日 備前町 | 1971年4月1日 備前市           | 2005年3月22日 備前市          | 2005年3月22日 備前市          |
| 三石村       | 1906年3月28日 三石町  | 1906年3月28日 三石町       | 1906年3月28日 三石町 | 1906年3月28日 三石町 | 1971年4月1日 備前市           | 2005年3月22日 備前市          | 2005年3月22日 備前市          |
| 英保村       | 1948年10月20日 英保町 | 1948年11月1日 改名為吉永町 | 1954年3月1日 吉永町  | 1954年3月1日 吉永町  | 1954年3月1日 吉永町           | 2005年3月22日 備前市          | 2005年3月22日 備前市          |
| 神根村       |                       |                            | 1954年3月1日 吉永町  | 1954年3月1日 吉永町  | 1954年3月1日 吉永町           | 2005年3月22日 備前市          | 2005年3月22日 備前市          |
| 三國村       |                       |                            | 1954年3月1日 吉永町  | 1954年3月1日 吉永町  | 1954年3月1日 吉永町           | 2005年3月22日 備前市          | 2005年3月22日 備前市          |
| 日生村       | 1906年3月28日 日生町  | 1906年3月28日 日生町       | 1906年3月28日 日生町 | 1955年3月31日 日生町 | 日生町                        | 2005年3月22日 備前市          | 2005年3月22日 備前市          |
| 福河村       | 福河村                | 福河村                     | 福河村               | 1955年3月31日 日生町 | 1963年9月1日 併入兵庫縣赤穗市 | 1963年9月1日 併入兵庫縣赤穗市 | 1963年9月1日 併入兵庫縣赤穗市 |

## 交通

### 鐵路
- 西日本旅客鐵道
  - ■山陽新幹線：（←赤穗市） - （通過轄區，但未設有車站） - （瀨戶內市→）
  - ■山陽本線：（←上郡町） - 三石車站 - 吉永車站 - （和氣町→）
  - ■赤穗線：（←赤穗市） - 寒河車站 - 日生車站 - 伊里車站 - 備前片上車站 - 西片上車站 - 伊部車站 - 香登車站 - （瀨戶內市→）

過去曾有同和礦業片上鐵道線，已於1991年6月30日停駛。

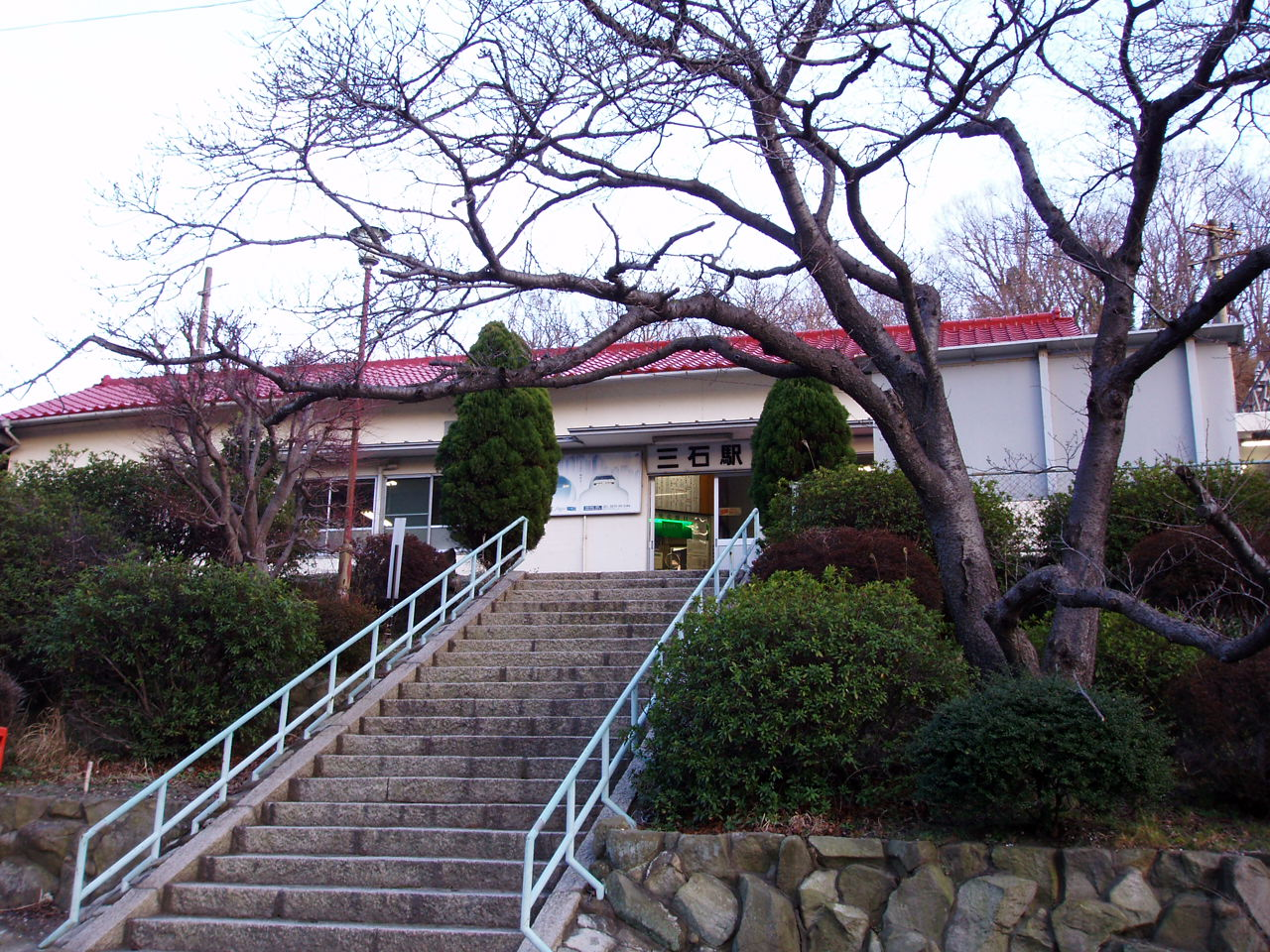
三石車站
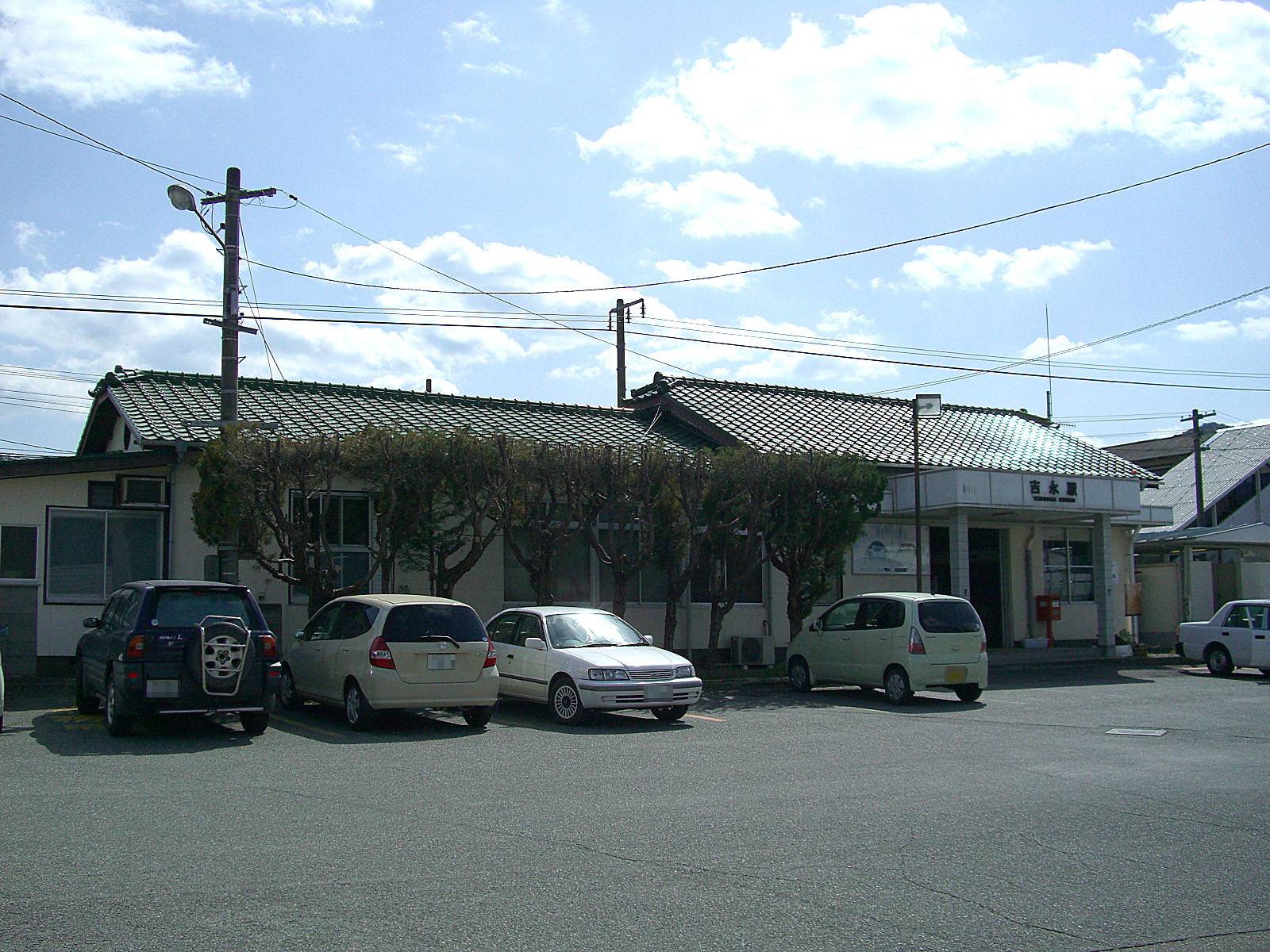
吉永車站
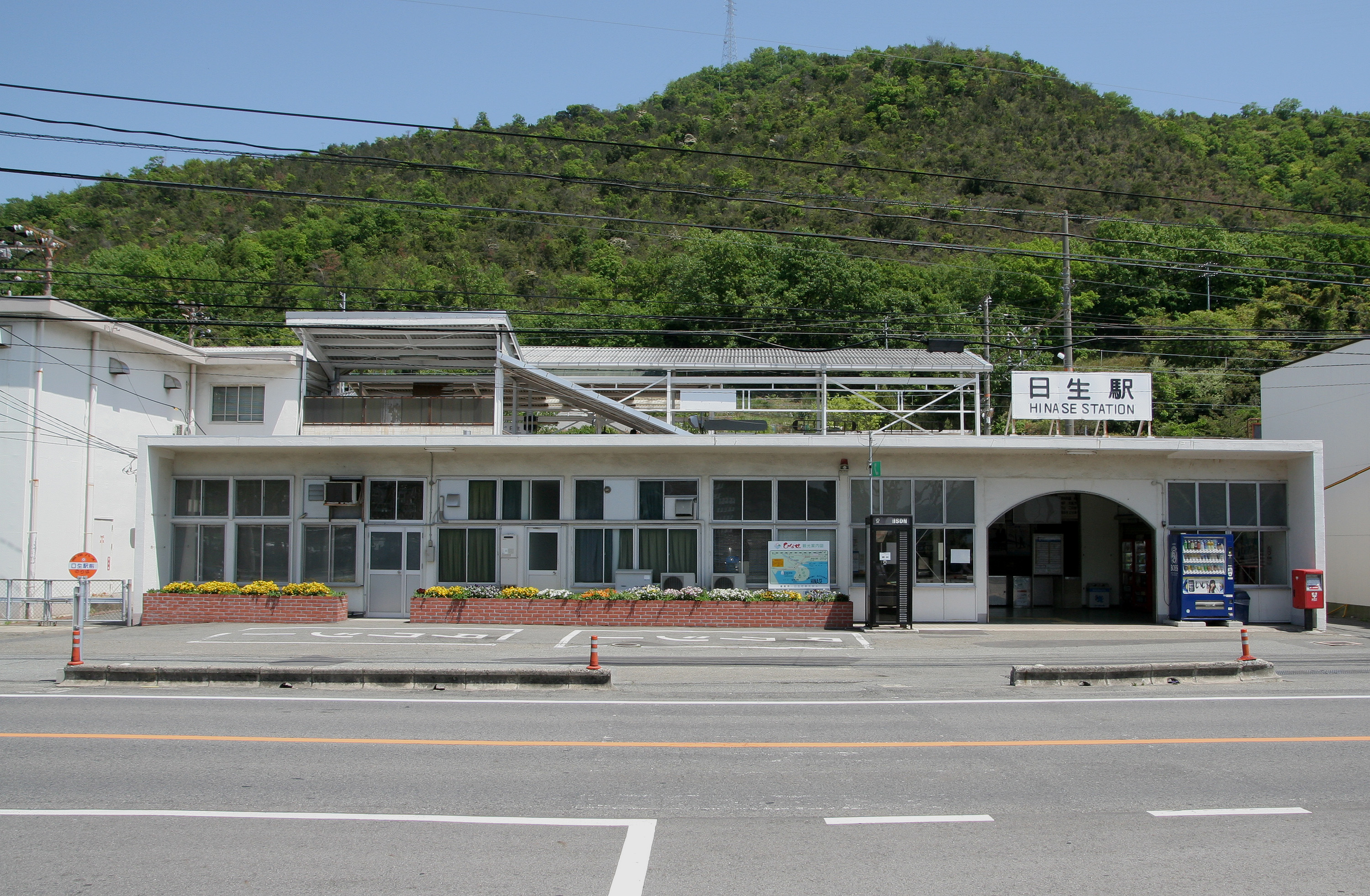
日生車站
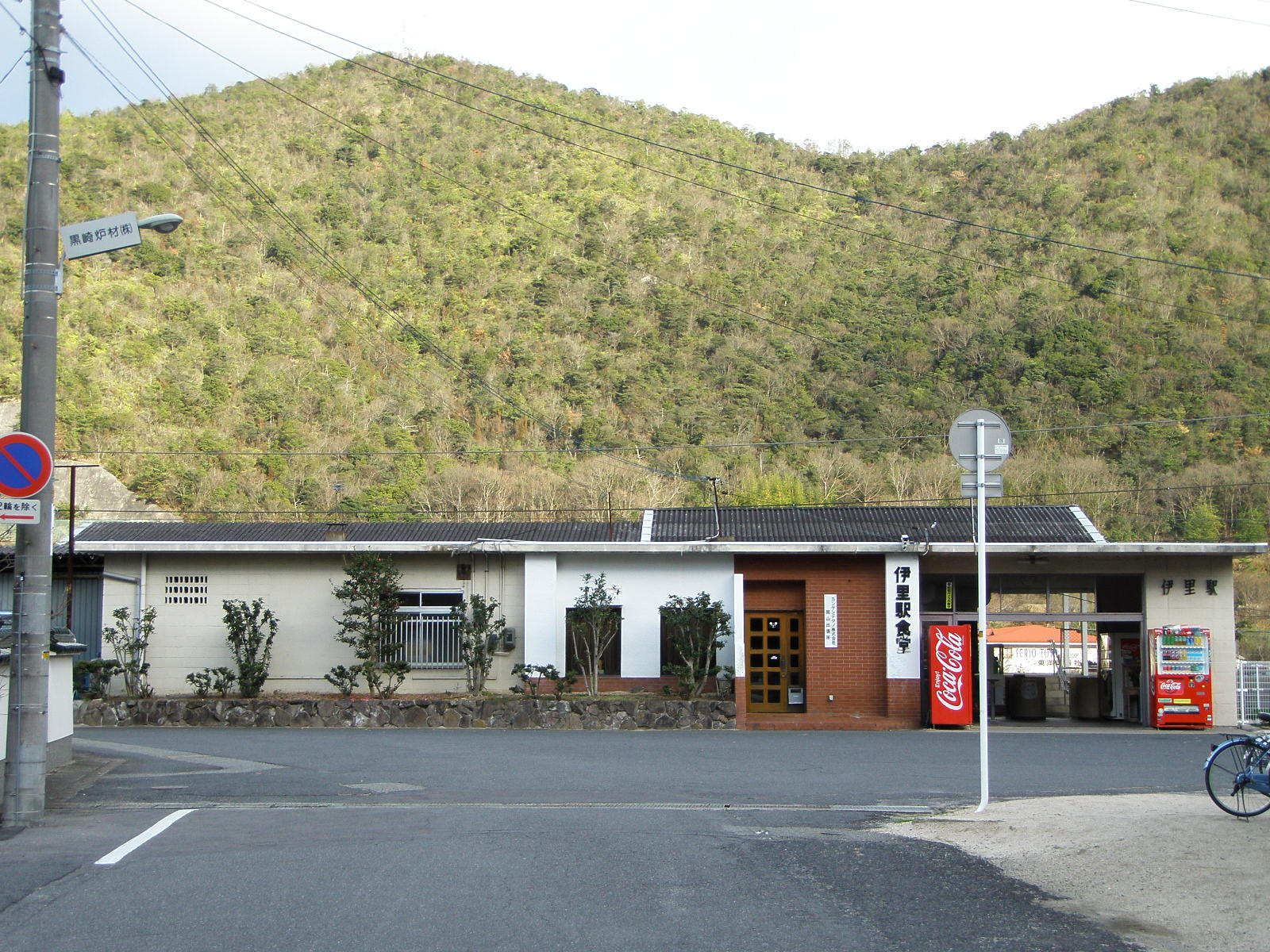
伊里車站
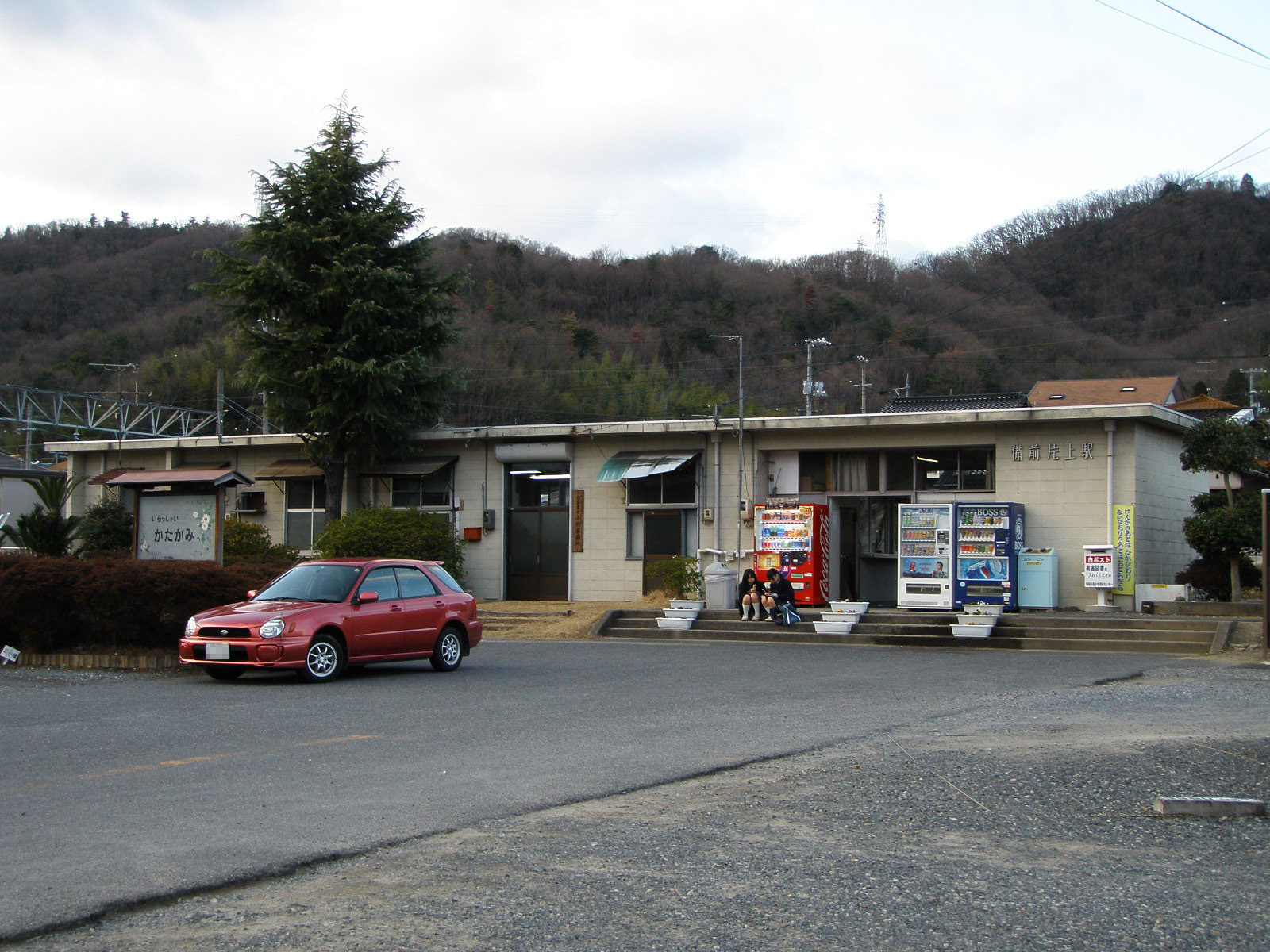
備前片上車站
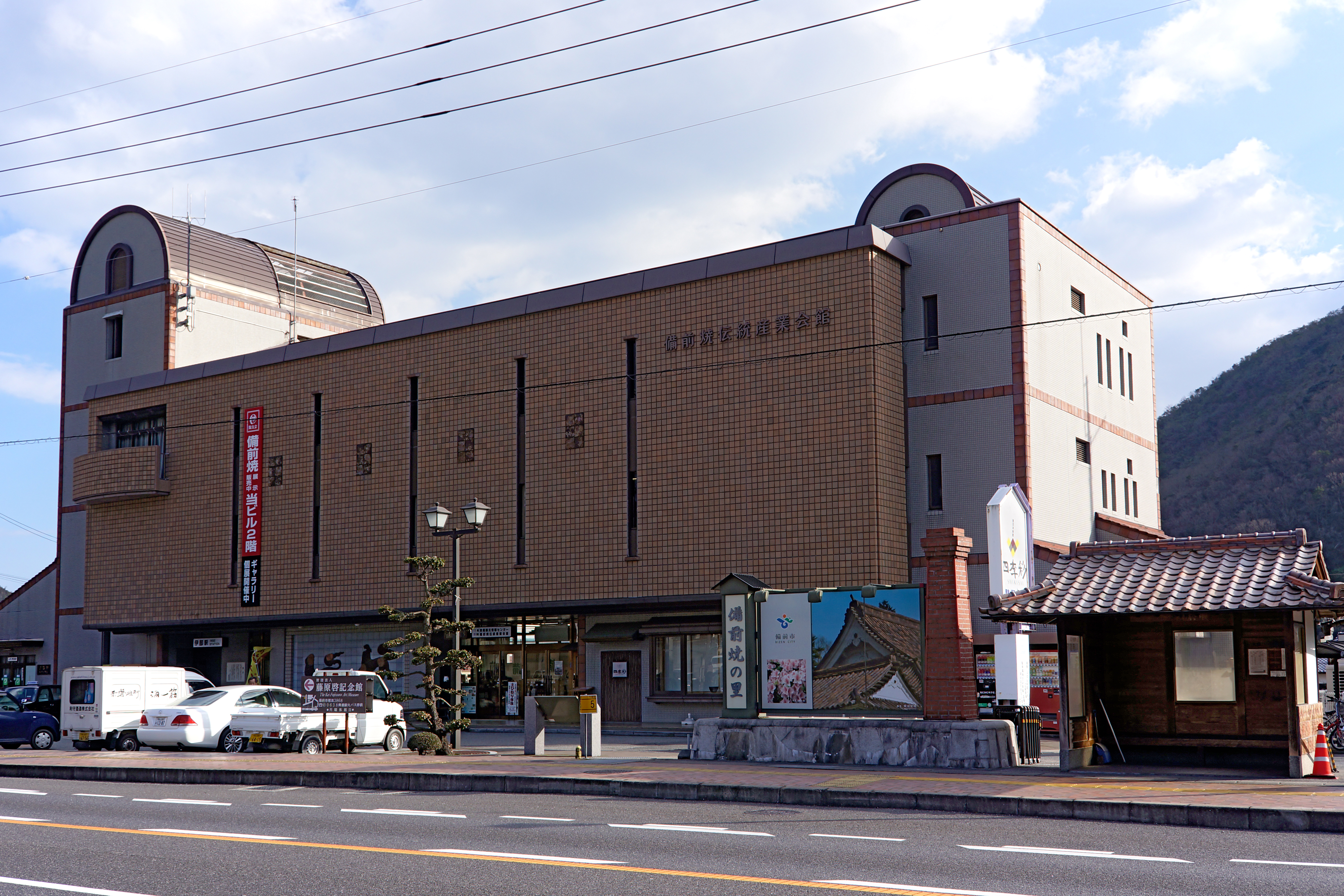
伊部車站北口及備前燒傳統産業會館

### 道路
高速道路
- 山陽自動車道：福石休息區（日语：福石パーキングエリア） - 備前交流道（日语：備前インターチェンジ）

### 港口
- 東備港
  - 鶴海港
  - 片上港
- 久久井港
- 日生港

## 觀光資源
- 飯盛山城

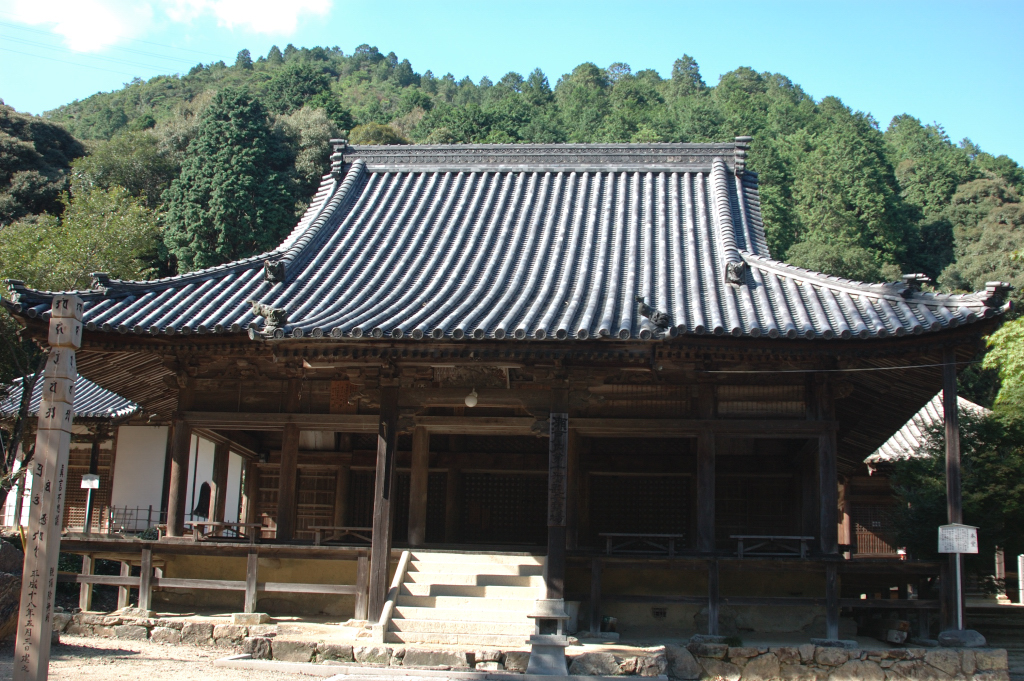
福生寺本堂

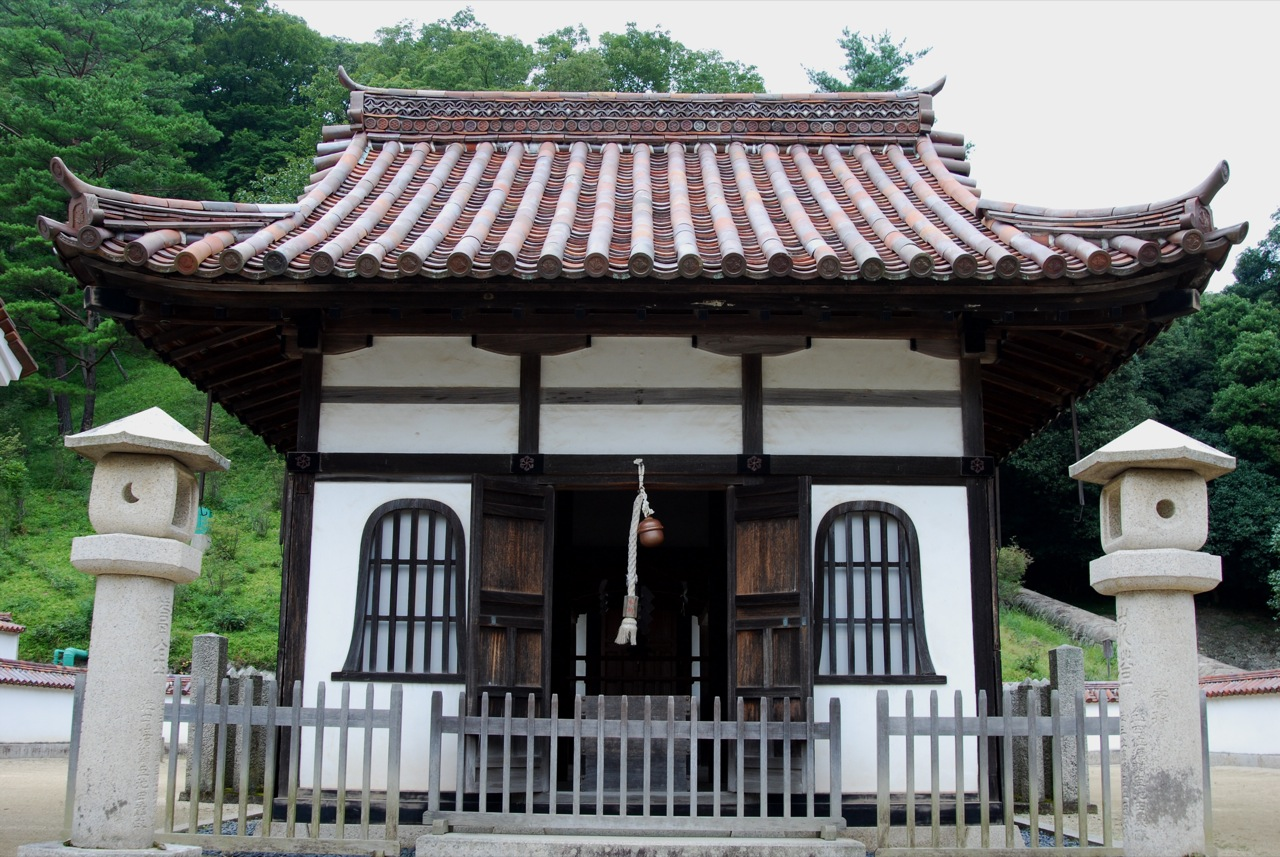
閑谷學校講堂

- 舊閑谷學校附椿山、石門、津田永忠宅跡及黃葉亭
- 大瀧山福生寺
- 備前市歷史民俗資料館
- 備前燒傳統産業會館
- 備前陶藝美術館

祭典、活動
- 備前祭（每年5月、7月）
- 三石夏祭（每年7月）
- 備前燒祭（每年10月第星期日及前一日）

## 教育

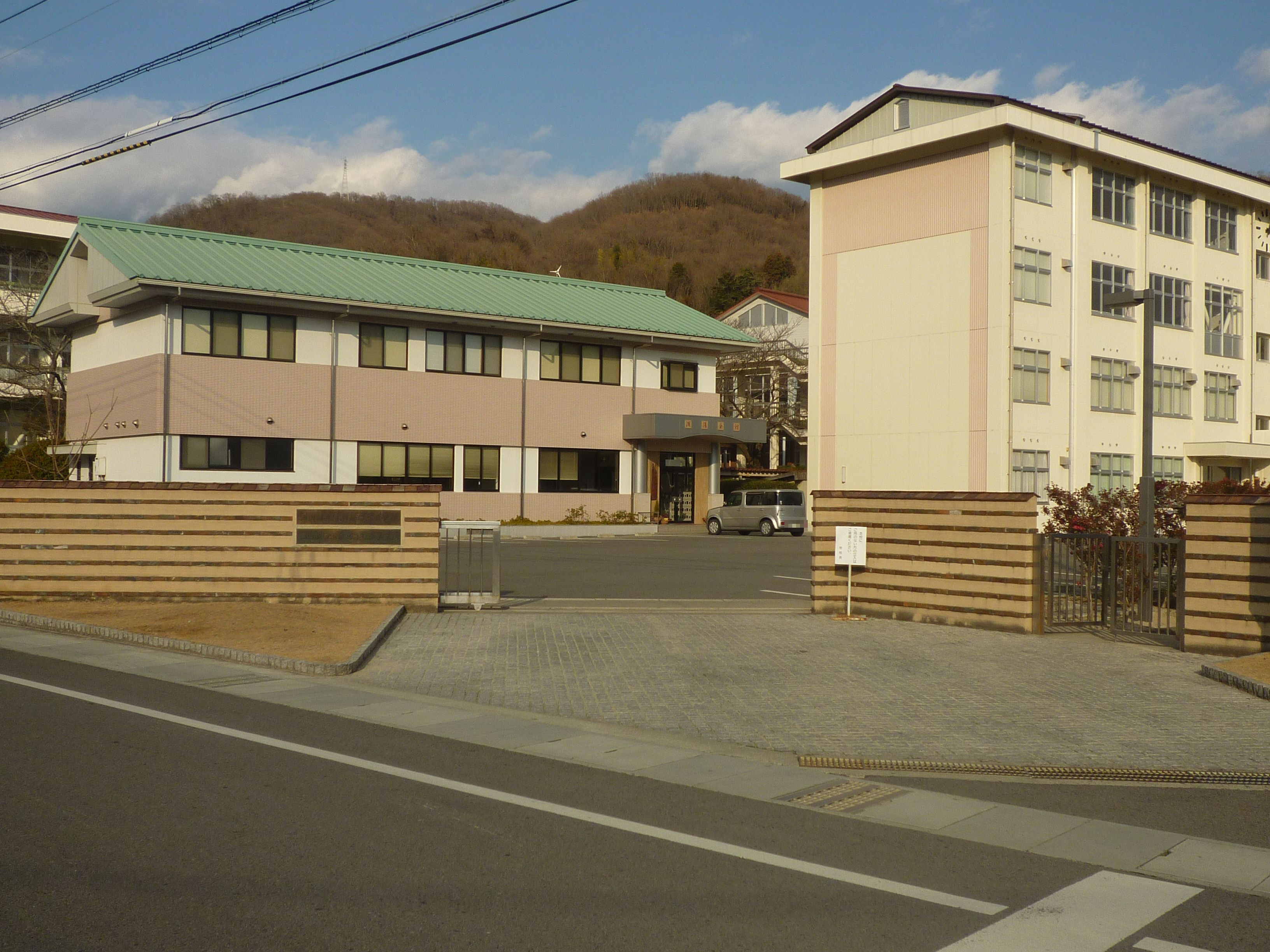
岡山縣立備前綠陽高等學校

高等學校
- 岡山縣立備前綠陽高等學校（日语：岡山県立備前緑陽高等学校）
- 備前市立片上高等學校（日语：備前市立片上高等学校）

特殊學校
- 岡山縣立東備支援學校

## 姊妹、友好都市

### 海外
- 克莱尔和吉尔伯特谷（英语：District Council of Clare and Gilbert Valleys）（澳洲南澳洲）
1990年由吉永町與Clare締結為姊妹鎮，而後吉永町與備前市合併，Clare合併為Clare and Gilbert Valleys。[3]

克莱尔和吉尔伯特谷

## 本地出身之名人
- 正宗白鳥：小説家、編劇
- 柴田錬三郎：小説家
- 金重陶陽：備前燒陶藝家
- 山本陶秀：備前燒陶藝家
- 藤原啟：備前燒陶藝家
- 藤原雄：備前燒陶藝家
- 伊勢崎淳：備前燒陶藝家
- 岡千秋：作曲家
- 有吉道夫：將棋棋士、第21期棋聖）
- 橋本義隆：日本職棒選手
- 重友梨佐：田徑選手
- 清水紫琴：日本最早的女性職業記者、明治時代女權運動家
- 山本由伸：前日本職棒歐力士猛牛選手，現任美國職棒洛杉磯道奇選手

## 外部連結
- （日語） 備前商工會議所 （页面存档备份，存于）
- （日語） 備前燒陶友會 （页面存档备份，存于）